# Roberto Colombo (motociclista)
Roberto Colombo (Casatenovo, 2 de enero de 1927-Francorchamps, 6 de julio de 1957) fue un piloto de motociclismo italiano, que compitió en el Campeonato del Mundo de Motociclismo entre 1949 hasta su muerte en 1957.

## Biografía
Después de haber iniciado su carrera en motociclismo al fin de la Segunda Guerra Mundial, se convirtió en piloto oficial de MV Agusta en la década de los 50, previo paso por Moto Guzzi y NSU. Compitió en todas las cilindradesde aquel entonces, destacando en la de 250cc.
Su debut en el Mundial fue en el Gran Premio de las Naciones de 1949 de 250cc, con una Moto Guzzi aunque no acabó la carrera. Siguió compitiendo puntualmente pero no consiguió entrar en zona de puntos hasta 1952.
En 1956 Colombo se convirtió en piloto oficial de MV como segundo del suizo Luigi Taveri. Ese año consiguió el segundo puesto en el Tourist Trophy por detrás de Carlo Ubbiali y cuarto en Assen. Terminará cuarto en la clasificación general. En la cilindrada de 350, subió al tercer escalón del podio, en la carrera de casa en el circuito de Monza.
Sus resultados iban mejorando gradualmente y daba la impresión de que el Mundial de 1957 podría ser su año ya que, después de las tres primeras pruebas, se encontraba liderando la clasificación de 125 y 250 por delante de su compañero Luigi Taveri. El 29 de junio de 1957, en Assen, Ubbiali se estrelló y no estuvo disponible en el próximo Gran Premio de Bélgica. Colombo se convierte así en el primer piloto, pero su carrera se ve interrumpida abruptamente debido al fatal accidente ocurrido en el Circuito de Spa-Francorchamps durante los entrenamientos oficiales, donde pierde el control de su vehículo en la curva de Stavelot. El piloto sufrió heridas muy graves y los primeros tratamientos médicos fueron inútiles, Roberto Colombo falleció durante el traslado al hospital. Su moto se puso a disposición del joven piloto inglés John Hartle quien inesperadamente ganó la carrera.

## Resultados

### Campeonato del mundo de motociclismo
Sistema de puntuación en 1949:
| Posición | 1.º | 2.º | 3.º | 4.º | 5.º | Vuelta rápida |
| Puntos   | 10  | 8   | 7   | 6   | 5   | 1             |

Sistema de puntuación desde 1950 hasta 1968:
| Posición | 1.º | 2.º | 3.º | 4.º | 5.º | 6.º |
| Puntos   | 8   | 6   | 4   | 3   | 2   | 1   |

(Carreras en cursiva indica vuelta rápida)
| Año  | Clase | Moto       | 1       | 2     | 3       | 4     | 5       | 6     | 7       | 8     | Pts. | Pos. |
| ---- | ----- | ---------- | ------- | ----- | ------- | ----- | ------- | ----- | ------- | ----- | ---- | ---- |
| 1949 | 250cc | Moto Guzzi | IOM -   | SUI - |         | ULS - | NAT Ret |       |         |       | 0    | -    |
| 1950 | 250cc | Moto Guzzi | IOM -   |       |         | SUI 7 | ULS -   | NAT - |         |       | 0    | -    |
| 1951 | 250cc | Moto Guzzi |         | SUI - | IOM -   |       |         | FRA - | ULS -   | NAT 9 | 0    | -    |
| 1952 | 250cc | NSU        |         | IOM - | NED -   |       | GER -   | ULS - | NAT Ret | SUI - | 0    | -    |
| 1952 | 250cc | NSU        | SUI -   | IOM - | NED -   |       | GER -   | ULS - | NAT 5   |       | 2    | 16.º |
| 1953 | 125cc | NSU        | IOM -   | NED - | GER -   | ULS - |         | NAT 7 | ESP -   |       | 0    | -    |
| 1953 | 250cc | NSU        | IOM -   | NED - | GER 7   | ULS - | SUI -   | NAT - | ESP -   |       | 0    | -    |
| 1954 | 125cc | MV Agusta  |         | IOM - | ULS -   | NED - | GER -   |       | NAT -   | ESP 2 | 6    | 9.º  |
| 1954 | 250cc | Moto Guzzi | FRA -   | IOM - | ULS -   | NED - | GER -   | SUI 5 | NAT 4   |       | 5    | 8.º  |
| 1955 | 250cc | Moto Guzzi |         | IOM - | GER 7   |       | NED -   | ULS - | NAT 7   |       | 0    | -    |
| 1955 | 350cc | Moto Guzzi | FRA 3   | IOM - | GER -   | BEL 5 | NED -   | ULS - | NAT 6   |       | 7    | 10.º |
| 1956 | 125cc | MV Agusta  | IOM Ret | NED - | BEL -   | GER - | ULS -   | NAT - |         |       | 0    | -    |
| 1956 | 250cc | MV Agusta  | IOM 2   | NED 4 | BEL -   | GER - | ULS -   | NAT - |         |       | 9    | 4.º  |
| 1956 | 350cc | MV Agusta  | IOM -   | NED - | BEL -   | GER - | ULS -   | NAT 3 |         |       | 4    | 11.º |
| 1956 | 500cc | MV Agusta  | IOM -   | NED - | BEL -   | GER - | ULS -   | NAT 7 |         |       | 0    | -    |
| 1957 | 125cc | MV Agusta  | GER 3   | IOM 6 | NED 2   | BEL - | ULS -   | NAT - |         |       | 11   | 5.º  |
| 1957 | 250cc | MV Agusta  | GER 2   | IOM 3 | NED Ret | BEL - | ULS -   | NAT - |         |       | 10   | 4.º  |